# Lefkoniko
Lefkoniko (en griego: Λευκόνοικο; en turco: Lefkonuk o Geçitkale ) es una ciudad en la llanura de Mesaoria de Chipre. Está bajo el control de facto de la República Turca del Norte de Chipre. Lefkoniko es el lugar de nacimiento del poeta nacional chipriota Vasilis Michaelides y es conocido por sus encajes.
La Base Aérea de Gecitkale está en las afueras de la localidad, cuenta con una pista de aterrizaje de 3.400 metros, lo que la convierte en la más larga de la isla y es utilizada con fines militares principalmente. Estados Unidos tiene permiso para usar esta base aunque al igual que en el caso del Aeropuerto internacional de Ercan solo está legalmente reconocido como un puerto de entrada por Turquía y Azerbaiyán.
Esta localidad tiene el récord de temperatura más alta registrada en Chipre: 46.6 °C, el 1 de agosto de 2010.

## Historia
En 1909 la primera cooperativa en Chipre fue fundada en Lefkoniko y en 1939 se creó el municipio.
En una manifestación antibritánica de 1955, los estudiantes quemaron la oficina de correos de la ciudad. El Gobernador inglés de Chipre impuso una multa colectiva de 2000$ a los habitantes de Lefkoniko y ordenó un toque de queda de 24 horas en la localidad hasta que fuera pagada.

## Población

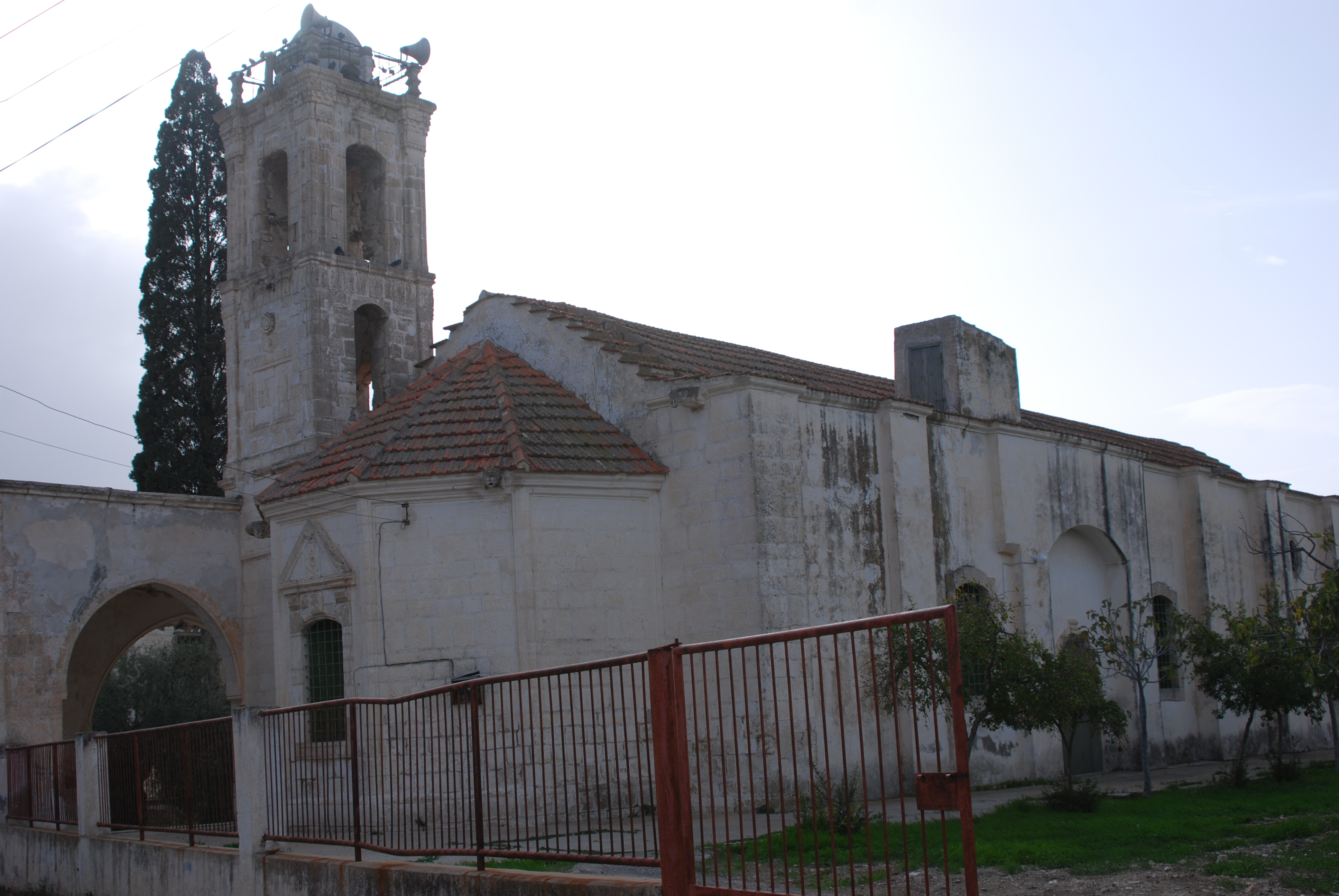
Iglesia de Lefkoniko

Antes de 1960, Lefkoniko estaba habitada tanto por greco como por turcochipriotas. Estos últimos eran minoría. Con la excepción de una familia, los segundos huyeron de la ciudad en los años de Emergencia. Los grecochipriotas fueron desplazados hacia el sur de la isla durante la invasión turca de Chipre en 1974 y Lefkoniko fue repoblado por los turcochipriotas expulsados de Kofinou y de Artemi, que quedó deshabitado. En 1960, Lefkoniko tenía una población de 2.358 habitantes. Era el octavo asentamiento más poblado del Distrito de Famagusta y el 32º de Chipre. En 2011 su población era de 1.253 personas.

## Relaciones Internacionales

### Ciudades hermanadas
Lefkoniko está hermanado con:
- Yalova, Turquía